# Патхмараджа, Рамалингам
Рамалингам Патхмараджа (англ. Ramalingam Pathmarajah, 14 февраля 1948) — малайзийский хоккеист (хоккей на траве), нападающий.

## Биография
Рамалингам Патхмараджа родился 14 февраля 1948 года.
Играл в хоккей на траве за ССДК.
В 1972 году вошёл в состав сборной Малайзии по хоккею на траве на Олимпийских играх в Мюнхене, занявшей 8-е место. Играл на позиции нападающего, провёл 9 матчей, забил 2 мяча (по одному в ворота сборных Бельгии и Уганды).
В 1976 году вошёл в состав сборной Малайзии по хоккею на траве на Олимпийских играх в Монреале, занявшей 8-е место. Играл на позиции нападающего, провёл 7 матчей, мячей не забивал.